# Mercurio atándose las alas
Mercurio atándose las alas (en francés Mercure attachant ses talonnières) es una escultura de mármol realizada por Jean Baptiste Pigalle en 1744. Actualmente se encuentra en el Museo del Louvre de París. Inicialmente se encontraba en las colecciones de la Academia del Louvre, donde se cree que permaneció hasta la eliminación de la Academia. Posteriormente, en el año 1802 se asignó al Palacio de Saint-Cloud y fue devuelta al Louvre entre 1848 y 1850.

## Contexto histórico
Jean Baptiste Pigalle nació en París el 26 de enero de 1714 y murió el año 1785. Fue uno de los escultores que mejor representó el gusto francés de la época, junto con Bouchardon y Falconet. 
Este periodo, conocido como la Ilustración o el siglo de las Luces, estuvo marcado por el surgimiento de un nuevo modo de usar la capacidad de razonamiento según D’Alembert; el sprit de système del siglo XVII fue sustituido por el nuevo sprit systématique, con el que se apuntaba hacia la verdadera esencia del problema, es decir, empezaron a surgir nuevos modos de enfocar el pensamiento. 
Por otro lado, ya durante la Regencia francesa, el poder real fue menguando y la corte perdió el rol que ejercía como centro del sistema. Aparecieron nuevos protectores y centros de cultura que reemplazaron al soberano absoluto y su palacio. En términos generales, la clase media fue sustituyendo la pobre nobleza y la ciudad recuperó parte de su vida cultural. 
El resultado de todo esto es un profundo cambio psicológico, mientras que el siglo anterior se podía definir como “persuasión”, la Ilustración se centró en la "sensación", es decir, en la imagen verdadera y natural en vez de la imagen ilusoria y alegórica que rigió el Barroco.

## Contexto artístico
Durante el siglo XVII se puede hablar de un arte barroco, más o menos unitario en las distintas disciplinas artísticas, pero el siglo XVIII no se regirá por un estilo determinado. Sin embargo, se puede hablar de un estilo decorativo llamado Luis XV o Rococó. Este último término fue usado a finales de siglo para denotar el gusto artístico dominante, aunque en un sentido peyorativo. 
Este estilo pronto se extendió en todos los ámbitos de la decoración y mobiliario como una permutación de este gusto por el movimiento, la opulencia y la ilusión óptica que había dominado el siglo anterior. Con esto, no se ha de entender este arte como la antítesis del Barroco, puesto que el Rococó pretendía evocar alegría y gracia.
No obstante, que sea un estilo decorativo no excluye que sea un fenómeno sin relación con otras formas de actividad práctica o reflexiva, puesto que hay que ligar el arte a su entorno, de manera que se niegue el evolucionismo estilístico al deducir cada momento del precedente, es decir, el Barroco y el Rococó no se entienden sin una relación con el mundo clásico. 

## El artista
Jean Baptiste Pigalle fue uno de los escultores más representativos de este periodo, quien navegaba entre el Rococó y el Neoclasicismo. Fue discípulo del escultor francés Lemoyne y muy apreciado por Madame Pompadour, quien ejerció como mecenas del artista. 
Su arte se caracteriza por el contraste entre un fuerte naturalismo - que se refleja en una definición minuciosa de los detalles anatómicos - y la forma pulcra típica del neoclasicismo emergente. 
Es necesario entonces, entender que la escultura francesa del siglo XVIII mostraba una lucha general de la inteligencia contra el Barroco italiano, que fue muy potente en Europa. Por otro lado, en Francia debían superar el berninismo y la inspiración escultórica helenística, ya que nos encontramos con muchos artistas franceses que presentan en la Acadèmie Royale de Peinture et de Sculpture unas piezas que simplemente son paráfrasis de esculturas barrocas romanas.
Jean Baptiste Pigalle despuntó en la escultura francesa porque introdujo un refinamiento racional del Barroco romano. A esta subordinación de Roma debemos añadirle el poder de la Academia de París, quien marcaba las bases del ámbito artístico. 

## Análisis de la pieza
Mercurio atándose las alas del Louvre, fue aprobada en 1741 y realizada en 1744 como pieza de admisión a la Academia, lo cual coincide con la vuelta de Roma del escultor, donde se pasó tres años (1736-1739). Algunas hipótesis planteadas por Louis Réau, Michael Levey o Clare Le Corbeiller indican que la pieza de presentación del 1741 estaba echa de arcilla y fue realizada durante su viaje a Roma. Esta pieza muestra un gran realismo, más que la pieza que podemos encontrar en el Louvre, que tenía un aire más academicista. Por otro lado, investigaciones más recientes, como la que propone el Metropolitan Museum de Nueva York, dudan de la autenticidad de este Mercurio de terracota, el cual se cree que fue realizado en el siglo XIX usando como modelo el original del Louvre. 
La pieza del Louvre, nos muestra el mensajero de los dioses sentado encima de una roca, a punto de saltar. Aparece atándose las sandalias aladas, de aquí el nombre de la obra, juntamente con su casco alado que le permitirá alzar el vuelo. 
Mercurio aparece en una posición retorcida, conseguida gracias al juego de sus extremidades que hacen muy interesante la composición. Realiza un gesto que se ve acentuado por la convergencia de los dos brazos y una pierna, con el cual se genera un gran dinamismo. La posición de la pierna izquierda, con su peso encima de los dedos de los pies también sugiere la acción que está a punto de realizar. 
Vemos un juego de diagonales y múltiples puntos de vista que ofrecen una gran sensación de volumen, añadiendo vitalidad a la figura, convirtiendo el dios en una alegoría de la velocidad.

Según la información del Museo del Louvre, esta figura está inacabada, hecho inusual en el siglo XVIII, pero que la convierte en una metáfora del tiempo que destruye las creaciones del genio. 
Se trata de una escultura abierta, ya que nos muestra su intención de alzar el vuelo, de abrirse hacia el cielo. Es una “contraposición sin oposición”, es decir, hay una diferencia de altura entre rodillas y espalda que generan este movimiento.
La mayoría de autores coinciden en que el Torso del Belvedere, en el Vaticano, fue una gran fuente de inspiración para Pigalle, junto con el grabado de Jacob Jordaens, Mercure et Argus, que por la parte posterior tiene un grabado de S. A. Bolswert.
Originariamente, la pieza fue diseñada como una figura aislada, pero durante el Salón de 1742, Pigalle decidió hacer una Venus como pareja de Mercurio. Nos muestra una Venus - que se cree que fue impuesta a Pigalle por las modas de la época - dando un mensaje que ilustra un episodio de l’Ase d’Or de Apuleyo, es decir, el contenido iconográfico de Mercurio cambia. Este modelo, llamado inicialmente Venus dando un mensaje a Mercurio, fue expuesto junto con el yeso de otro Mercurio del mismo material y de medidas más grandes, ya que habían sido pensadas como estatuas de jardín.
Fueron un encargo personal del rey Luis XV, que en el 1750 las regaló a Federico II de Prusia para el parque del Palacio de Sans-Souci, cerca de Berlín. Esta pareja se encuentra actualmente aquí y cabe destacar que están muy deterioradas a causa de su ubicación al aire libre.

## Otras versiones
Encontramos otra versión del Mercurio hecha de plomo en 1753, la cual se cree que formaba parte de la colección privada del artista, que hacia copias de sus obras más importantes y las exponía en su jardín. Este hecho no ha de sorprender, puesto que hasta el siglo XIX era muy habitual que un artista hiciera distintas versiones de la misma pieza; la idea del artista que genera una composición única e irrepetible es una concepción romántica.

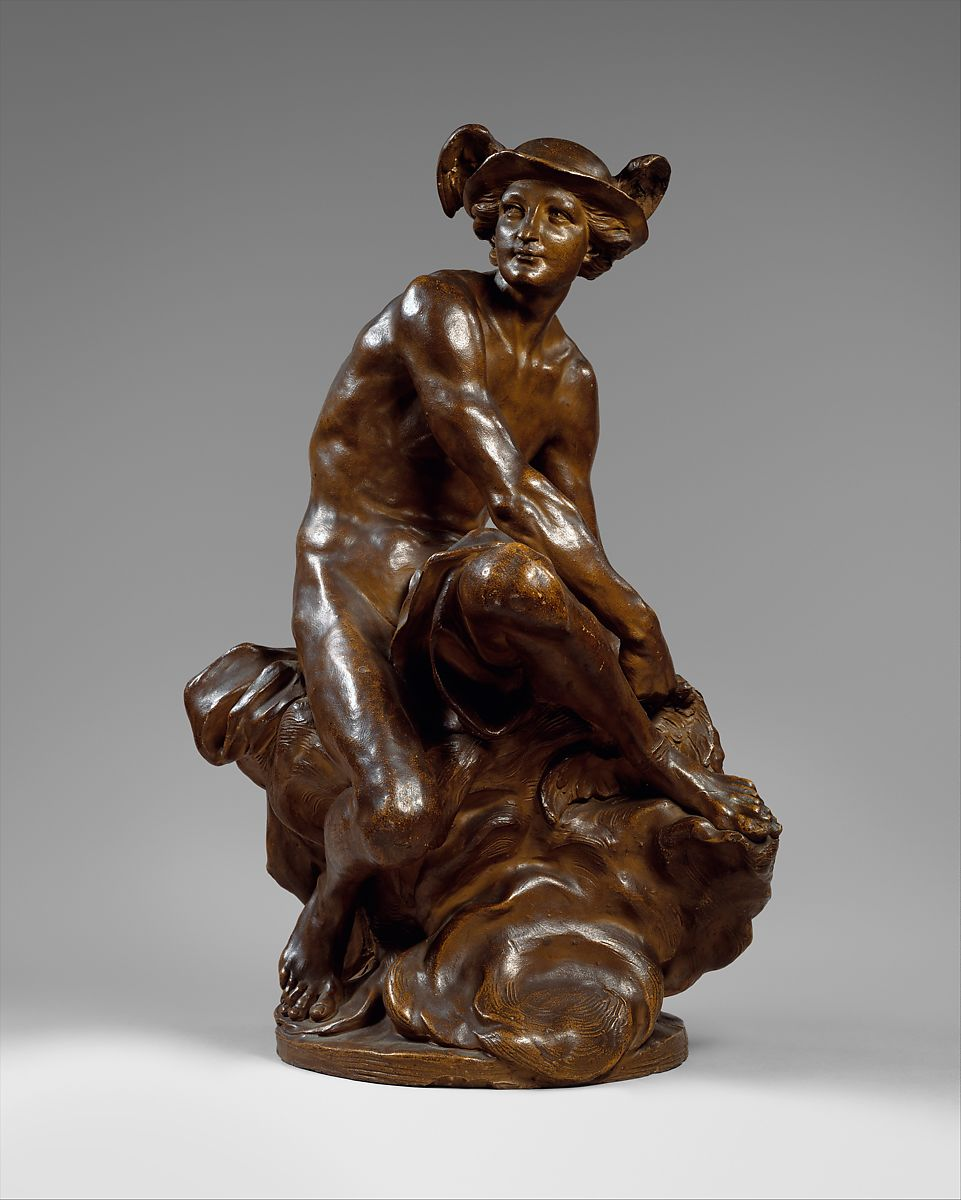
Mercurio atándose las alas, Metropolitan Museum

Sin embargo, la gran abundancia de ejemplares de esta pieza, dificultan las comparaciones entre unas y otras, ya que encontramos obras de distintas calidades, ya sea por el tratamiento del material o por las medidas, además de las distintas localizaciones.